# Daihatsu Applause
La Daihatsu Applause è un'automobile prodotta dalla casa giapponese Daihatsu dal 1989 al 2000.
Presentata al Salone di Ginevra 1989, la Applause sostituiva nella gamma Daihatsu la Charmant. Si faceva notare per il suo design inusuale e, per l'epoca, molto moderno: se in apparenza sembrava una berlina a quattro porte, in realtà era una cinque porte, con tanto di portellone posteriore (simile in questo alla SEAT Toledo, di qualche anno successiva).
Era disponibile con un motore di 1.6 litri quattro cilindri a benzina, nelle versioni a carburatore (solo per il Giappone) da 97 CV, e a iniezione elettronica con 120 CV. Si poteva avere con un cambio manuale a 5 rapporti oppure con un automatico a 3 marce (in seguito rimpiazzato da un 4 marce). La trazione era anteriore; successivamente sarà disponibile anche una versione a quattro ruote motrici.
Nei primi anni di commercializzazione la Applause conquistò una pessima fama, dovuta in particolare a delle perdite di benzina, le quali potevano causare incidenti pericolosi. I problemi vennero risolti sul modello 1990, chiamato (per sottolineare il miglioramento) Applause Theta.
Nel 1992 la Applause subì un leggero restyling al frontale e al posteriore; dalla denominazione ufficiale venne eliminato il "Theta". Per quanto riguarda la meccanica nessun cambiamento, se non l'eliminazione della versione a carburatore. Due anni dopo vennero eliminate dalla gamma le versioni 4x4.
Per il Salone di Francoforte 1997 la Applause venne sottoposta a un nuovo restyling, più marcato di quello di cinque anni prima, al fine di aumentarne le vendite (che, peraltro, non erano mai state altissime). Questa mossa non ebbe gli effetti desiderati: nel 2000 la produzione della Applause cessò; nel paese del Sol Levante il suo posto venne preso dalla Altis, versione con marchio Daihatsu della Toyota Camry, mentre per l'estero non fu previsto nessun modello che la sostituisse.